# Hyefjord
Der Hyefjord ist ein Fjord in der Kommune Gloppen im Norden der Provinz Vestland, Norwegen.
Der Hyefjord ist ein südlicher Seitenarm des Nordfjords und hat eine Länge von etwa 14 Kilometern bei einer maximalen Breite von 1,3 Kilometern.
Am Eingang zum Fjord befindet sich die Ortschaft Hestenesøyra. Durch diese Ortschaft verläuft die Straße Fv615, die dann mit zahlreichen Tunnels an der gesamten Ostküste des Hyefjords entlang verläuft, einschließlich Ortsdurchquerung von Hyen an der Südspitze des Fjords.
Die Westseite des Fjords gehört zum Landschaftsschutzgebiet Ålfotbreen, das die Gletscher Ålfotbreen und Gjegnalundsbreen umschließt.